# Richard Luard
Richard George Amherst Luard, né le 29 juillet 1827 et décédé le 24 juillet 1891, était un officier de l'armée de terre britannique. Il a été le second officier général commandant la Milice canadienne de 1880 à 1884.